# Bardock
Bardock (バ ー ダ ッ ク, Bādakku), (Burdock en la traducción del manga al inglés de VIZ Media) es un personaje ficticio de la franquicia de medios Dragon Ball. Creado por Toei Animation basado en el diseño visual del protagonista de la serie, Goku por el creador de la franquicia Akira Toriyama, aparece por primera vez en el especial de televisión animado Tatta hitori no saishū kessen como su protagonista moralmente ambiguo. Bardock tiene pocas apariciones generales en manga y anime dentro de la serie, aunque juega un papel fundamental como padre biológico de Goku en establecer la historia de fondo de su hijo, originalmente conocido con el nombre de Kakarotto, como uno de los últimos sobrevivientes del genocidio Saiyajin por parte del tirano intergaláctico Freezer. 
Bardock ha sido bien recibido por comentaristas y espectadores como una figura trágica. El propio Toriyama se sintió conmovido por la historia del personaje, lo que lo llevó a tomar la decisión de incorporar al personaje en la continuidad del canon de la serie. La popularidad de Bardock ha llevado a que el personaje aparezca en una variedad de medios de franquicia, incluidos varios videojuegos, así como un papel protagónico en el manga derivado de 2011 Dragon Ball: Episodio de Bardock y su posterior adaptación animada.

## Características
Bardock es un mercenario que se presenta por primera vez en Tatta hitori no saishū kessen como el líder de un pelotón de guerreros Saiyan. Dentro de la serie, los Saiyajin se representan como una especie guerrera que muestra una amplia gama de habilidades especiales, que posee una inmensa fuerza natural, manipulación de la energía ki, así como una agilidad, reflejos y sentidos sobrehumanos. Con la excepción de sus colas de mono, que permiten la transformación de un individuo en vista de la luna llena en un Gran Simio, los Saiyajin tienen la misma apariencia externa que los humanos pero con estructuras más grandes y musculosas.
Akira Toriyama explicó en una entrevista publicada en la edición de marzo de 2014 de Saikyō Jump que Bardock y su esposa Gine (ギ ネ) se encuentran entre los raros Saiyajin que están unidos por un vínculo emocional en lugar de un propósito reproductivo práctico. Gine fue en un momento miembro de un equipo de cuatro guerreros Saiyajin junto con Bardock donde desarrollaron sentimientos el uno por el otro, aunque Gine finalmente se retiró del equipo ya que no es una luchadora eficaz debido a su naturaleza gentil. Considera que Bardock es uno de los guerreros de clase baja más fuertes, pero por debajo de un guerrero de clase media en el poder. Sobre la representación de la valentía de Bardock en Dragon Ball Super: Broly, el director Tatsuya Nagamine explicó en una entrevista de enero de 2019 con V Jump que considera que el personaje es el único Saiyan que queda que conserva la naturaleza pura de su gente, mientras que el resto de los Saiyajin han perdido su orgullo original como raza guerrera antes de los eventos de la película. Los rasgos faciales de Bardock son muy similares a los de su hijo Kakarotto, lo que ha llevado a ciertos personajes, que conocían a Bardock, a reconocer la relación familiar entre los dos personajes cuando se encuentran con Goku.
La habilidad característica de Bardock es el "Final Spirit Cannon" (フ ァ イ ナ ル ス ピ リ ッ ツ キ ャ ノ ン) o "Riot Javelin", un ataque de esfera de energía. Durante una incursión de rutina en el planeta Kanassa en Tatta hitori no saishū kessen, uno de sus habitantes supervivientes golpea a Bardock en la nuca, dándole su habilidad nativa de precognición para ver el futuro en el proceso.

## Concepción y creación
El diseño básico de Bardock fue concebido originalmente para el especial de televisión Tatta hitori no saishū kessen por el personal de producción de Toei Animation. El animador y diseñador de personajes Katsuyoshi Nakatsuru fue el principal responsable del diseño de Bardock y los miembros de su equipo durante la producción del especial de televisión a mediados de 1990. El diseño inicial de Bardock se mantuvo relativamente sin cambios después de que sufriera alteraciones menores por parte del creador de la serie Akira Toriyama, quien recordó que un empleado de Toei se acercó a él sobre su proyecto para una historia original basada en el diseño visual de un personaje que tiene la misma cara que Goku, del cual Toriyama no recordaba haber creado. Toriyama dijo que permitió que Toei Animation tuviera el control creativo del especial de televisión animado, ya que estaba demasiado ocupado con la serialización del manga para la serie Dragon Ball en ese momento. Creía que le habían consultado sobre los diseños de los personajes, ya que el contenido original propuesto por Toei afectaba al pasado de Goku; La cara de Bardock recibió una cicatriz mientras que su comportamiento frío y severo representa el borde brutal de una carrera marcial, pero por lo demás es casi idéntico a Goku. Está vestido con una armadura de batalla similar a las fuerzas armadas de Freezer; según Nakatsuru, el diseño visual específico de la armadura sigue el modelo del personaje de Toshiro Mifune en Seven Samurai ante la insistencia de Mitsuo Hashimoto, director del especial de televisión. 
Toriyama comentó que la representación de Toei de Bardock en el producto terminado era admirable. Dijo que tiende a evitar el material serio en su trabajo y que se habría aferrado a un tono cómico más ligero si hubiera sido el autor de la historia de Bardock, pero felicitó el enfoque de Toei por darle un poco más de profundidad emocional a los mitos de la serie. Toriyama notó que el nombre del personaje es "fuerte" y un juego de palabras con bardana, que está relacionado temáticamente con los nombres Saiyan de sus hijos y con su práctica habitual de nombrar a los personajes Saiyan después de vegetales. Toriyama decidió que el personaje apareciera en el manga original. Bardock se representa en dos paneles durante el primer enfrentamiento de Goku con Freezer, cuando Freezer comenta que Goku se parece al Saiyan que resistió cuando destruyó el planeta Vegeta, y el narrador informa al lector que él era el padre de Goku.

### Actores de doblaje
Bardock tiene la voz de Masako Nozawa en japonés. Sonny Strait es el actor de doblaje más consistente de Bardock para las localizaciones en inglés en el doblaje de Funimation de la serie, así como en la mayoría de los medios. Mario Castañeda es el actor que más le ha dado voz en Latinoamérica. Strait señaló que ha hecho mucho más trabajo de doblaje para las apariciones de Bardock en videojuegos, en comparación con sus apariciones animadas.

## Apariciones

### Tatta hitori no saishū kessen
Tras la conquista del planeta Kanassa dirigida por su equipo, Bardock comenzó a tener visiones del plan de Freezer para destruir el planeta Vegeta, así como el futuro de Goku en la Tierra. Bardock hace los arreglos para que su hijo sea transportado lejos de su mundo natal a la Tierra, e intenta evitar la destrucción de su especie desafiando a Freezer en la órbita del planeta Vegeta, pero Freezer lo destruye. Sin embargo, antes de su muerte, Bardock tiene una visión final de Goku desafiando a Freezer, y muere sonriendo sabiendo que su hijo está destinado a vengar la aniquilación de su gente.

### Dragon Ball: Episodio de Bardock
Dragon Ball: Episodio de Bardock de Naho Ōishi es una historia hipotética que explora la milagrosa supervivencia de Bardock tras ser aniquilado por el ataque de Freezer. Es arrojado al pasado distante a un planeta extraño donde entra en conflicto con el antepasado de Freezer, Chilled, y finalmente logra la transformación de Super Saiyajin. El manga se adapta más tarde a un cortometraje animado.

### Dragón Ball Minus
En Dragon Ball Minus: The Departure of the Fated Child, una historia incluida en el volumen recopilado de Ginga Patorōru Jako que tiene lugar meses antes de la destrucción del Planeta Vegeta, Bardock cree que Freezer está tramando algo malo cuando reciben una orden para todos los Saiyajin para regresar a casa. Gine, quien hace su primera aparición en la serie, es convencida por Bardock para enviar a su hijo pequeño, Kakarotto, en una cápsula espacial a la Tierra, un planeta lo suficientemente lejos como para escapar del interés de Freezer, con una población nativa lo suficientemente débil como para no representar una amenaza para Kakaroto. La personalidad de Bardock está escrita como un padre cariñoso que ya no es apático hacia su hijo, y carece de la naturaleza impenitente que se muestra en Tatta hitori no saishū kessen. Gine se presenta como una madre cálida y amable que ama profundamente a sus hijos.

### Dragon Ball Super: Broly
Broly presenta una versión adaptada de la historia de origen de Goku de Minus que lo llevó a ser enviado a la Tierra. Goku es representado como un niño pequeño por la iteración de la película de su historia de origen, y está visiblemente molesto por dejar atrás a sus padres. Bardock decide enviar a Goku a la Tierra para que pueda escapar de la inminente destrucción de su planeta natal, lo que lleva a una emotiva despedida en la que Gine le ruega a Goku que se va que no los olvide.

### Super Dragon Ball Heroes
Una versión de realidad alternativa del personaje aparece en el anime promocional de Super Dragon Ball Heroes.

### Juegos de vídeo
Bardock ha aparecido en casi 30 videojuegos de Dragon Ball, incluidos papeles sustanciales en la historia de Dragon Ball Online, así como sus sucesores espirituales Dragon Ball Xenoverse y Dragon Ball Xenoverse 2. En marzo de 2018, Bardock se introdujo en Dragon Ball FighterZ junto con Broly como los primeros personajes de Contenido descargable del juego.

## Mercancías
Shadow Studio lanzó una estatua coleccionable muy detallada que representa a Bardock y Gine presenciando la partida de Goku en una cápsula espacial.

## Recepción
Bardock ha recibido una acogida positiva. 
Tanto Nick Valdez como Evan Valentine de Comicbook.com lo describieron como uno de los personajes más influyentes y populares de la franquicia Dragon Ball a pesar de sus limitadas apariciones. Kofi Outlaw, también de Comicbook.com, opinaba que Broly creó mucho espacio nuevo para que una versión mucho más noble y (anti) heroica de Bardock se convirtiera en parte de la serie moderna de Dragon Ball, y sugirió que el personaje debe volver a la continuidad del canon de alguna forma. Strait opinó que las apariciones constantes de Bardock en los videojuegos con licencia de la franquicia han contribuido significativamente a la perdurable popularidad del personaje.
Jemima Sebastián de la edición latinoamericana de IGN comentó que la destrucción del mundo natal de Saiyan es uno de los momentos más importantes y emocionales en la historia de Dragon Ball; También señaló que el interés de los fanáticos en Bardock inspiró un arco de la historia en Dragon Ball Multiverse, un webcomic de ficción para fanáticos de Dragon Ball, donde Freezer nunca destruyó el planeta Vegeta y Bardock es el personaje central y líder de una revuelta popular contra Freezer.  Bardock ocupa el puesto número 11 en la lista de IGN de los 13 personajes principales de Dragon Ball Z; Chris Carle dijo que el impacto de Bardock en la historia general de la serie es bastante grande a pesar de que sus apariciones principales se limitan a las películas animadas y la literatura ampliada. Carle notó que el personaje le ha transmitido sus virtuosos rasgos a Goku, y espera ver algún día a padre e hijo luchando uno al lado del otro. Bardock ocupó el puesto 28 en la lista de Complex "Una clasificación de todos los personajes de 'Dragon Ball Z"; Sheldon Pearce señala que el personaje existe como un medio para arrojar más luz sobre el personaje de Goku. Megan Peters, también de Comicbook.com, opinó que el momento final de Goku con Bardock y Gine cuando sale del mundo natal de Saiyan en una cápsula espacial es uno de los momentos más desgarradores de la serie. 
El comentario crítico del papel de Bardock en la serie, particularmente su personalidad revisada observada en Minus y Broly, trajo comparaciones con el personaje de Superman, Jor-El, por múltiples fuentes. En un artículo de opinión publicado por RPP, Erich García criticó los cambios realizados en la caracterización de Bardock, así como el efectivo retcon de los eventos que tuvieron lugar en Tatta hitori no saishū kessen. A García no le gustó la exclusión de los compañeros de equipo de Bardock que se decía que formaban el núcleo emocional de Bardock, el padre de Goku, y argumentó que la noción de que Bardock se presentara como un padre amoroso es menos convincente en comparación con la presentación original del personaje como un frío y padre distante que solo se preocupa por vengarse de Freezer. García también afirmó que Minus y Broly introdujeron varias inconsistencias entre las obras antes mencionadas, como la edad de Goku en el momento de su partida del mundo natal de Saiyajin.